# Nina Georgijewna Kljujewa
Nina Georgijewna Kljujewa (russisch Нина Георгиевна Клюева; * 30. Maijul. / 11. Juni 1899greg.; † 24. August 1971 in Moskau) war eine russische bzw. sowjetische Mikrobiologin und Hochschullehrerin.

## Leben
Kljujewa studierte an der Universität Rostow am Don in der Medizinischen Fakultät mit Abschluss 1921. Darauf war sie Ärztin im Rostower Institut für Gesundheit und Bakteriologie.
Ab 1930 war Kljujewa in Moskau Abteilungsleiterin des Zentralinstituts für Epidemiologie und Mikrobiologie und Sektorleiterin des Allunionsinstituts für Experimentelle Medizin. Daneben lehrte sie bis zum Beginn des Deutschen Angriffskriegs gegen die Sowjetunion am Zentralinstitut für Arztfortbildung als Dozentin, dann Professorin und schließlich Leiterin des Lehrstuhls für Mikrobiologie. Sie wurde 1945 zum Korrespondierenden Mitglied der Akademie der Medizinischen Wissenschaften (AMN) der UdSSR gewählt.
Von 1948 bis 1951 leitete Kljujewa das Laboratorium für Biotherapie der AMN. Sie gründete 1950 den Lehrstuhl für Mikrobiologie des Moskauer Medizinischen Instituts des Gesundheitsministeriums der RSFSR, das 1950 nach Rjasan verlegt wurde, und leitete ihn bis 1953.
Ab 1954 war Kljujewa Abteilungsleiterin und dann wissenschaftliche Leiterin und Leiterin des Laboratoriums für Krebspräparate des Moskauer Staatlichen Tarassewitsch-Kontrollinstituts für medizinische biologische Präparate.
Kljujewa erhielt Vakzin-Stämme der Erreger von Cholera, Typhus und Paratyphus. Sie entwickelte ein Kombinations-'Trockenvakzin gegen Darm-Infektionen.
In einem eigens gegründeten Geheimlaboratorium hatte Kljujewa seit 1931 in Kooperation mit Grigori Roskin, den sie 1940 geheiratet hatte, das Krebspräparat Kruzin entwickelt, auch KR genannt nach den Autoren-Namen. Als 1946 in den USA Kljujewas und Roskins Monografie über Krebs-Biotherapie erschien, wurde ihnen die Missachtung der Interessen des Vaterlandes vorgeworfen. Es erschienen Zeitungsartikel über korrupte Wissenschaftler, Konstantin Simonow und Alexander Stein schrieben Theaterstücke dazu, und Abram Room schuf einen Film. Schließlich wurden 1955 alle Anschuldigen fallen gelassen. Kruzin wurde 1968 auf Anordnung des Gesundheitsministeriums der UdSSR aus der Arzneimittel-Liste gestrichen, und die Produktion wurde 1972 eingestellt.
Kljujewa starb am 24. August 1971 in Moskau und wurde auf dem Wwedenskoje-Friedhof begraben.

## Ehrungen, Preise
- Ehrenzeichen der Sowjetunion[1]
- Medaillen